# Esteban Granados
Óscar Esteban Granados Maroto (* 25. Oktober 1985 in Cartago) ist ein ehemaliger costa-ricanischer Fußballspieler.

## Sportlicher Werdegang
Granados entstammt der Jugend des CS Cartaginés, für den er 2004 in der Liga de Fútbol de Primera División debütierte. 2009 avancierte der Mittelfeldspieler zum costa-ricanischen Nationalspieler und nahm kurz nach seinem Debüt am UNCAF Nations Cup 2009, bei dem nach einer Finalniederlage gegen Panama im Elfmeterschießen der zweite Platz belegt wurde, sowie am mit dem Ausscheiden im Halbfinale gegen den späteren Titelträger Mexiko beendeten CONCACAF Gold Cup 2009 teil.
2011 wechselte Granados zum Aufsteiger Orión FC, den er nach dem direkten Wiederabstieg in Richtung CS Herediano verließ. Hier war er über zehn Jahre Stammspieler und bestritt bis zum Karriereende 2022 über 400 Ligaspiele für den Klub. Dabei gewann er achtmal den nationalen Meistertitel und holte in der CONCACAF League 2018 den Titel. Bei der Weltmeisterschaft 2014 gehörte er zum von Jorge Luis Pinto zusammengestellten Kader der Auswahlmannschaft, die im Viertelfinale im Elfmeterschießen an der Niederlande scheiterte. Er kam im Turnierverlauf jedoch nicht zum Einsatz. Später im Jahr gehörte er zum Kader beim CONCACAF Gold Cup 2015, hier kam er zu einem Turniereinsatz und musste mit der Mannschaft im Viertelfinale erneut gegen Mexiko die Segel streichen. Nachdem er Ende 2015 sein letztes Länderspiel bestritten hatte, gehörte er bei der Copa América Centenario 2016 nochmals zum Kader.